# Do usług
Do usług (tytuł oryg. The Help) – amerykański serial telewizyjny (sitcom) oryginalnie nadawany na antenie stacji The WB od marca do kwietnia 2004 roku. Ogółem zrealizowano siedem odcinków, choć w Stanach Zjednoczonych, z powodu niskiej oglądalności, nie wyemitowano dwóch z nich. W Polsce emisji wszystkich epizodów podjął się kanał TVN Siedem na początku 2005 roku.
Tematem muzycznym rozpoczynającym każdy odcinek serialu jest utwór „Day-O (The Banana Boat Song)” Harry’ego Belafonte’a.

## Fabuła
Maria planuje zostać kosmetologiem. Niestety, gdy umiera jej matka, dziewczyna musi przejąć pracę rodzicielki. Tym sposobem zostaje pokojówką w rezydencji kapryśnej Arlene Ridgeway i jej rozpuszczonych dzieci. Poznaje innych sługusów bogaczy, między innymi kucharkę, nianię i szofera. Żaden z członków służby nie kryje się z niechęcią do swoich irytujących pracodawców.

## Obsada
- Camille Guaty − Maria, pokojówka
- Al Santos − Ollie, szofer
- Brenda Strong − Arlene Ridgeway
- Keri Lynn Pratt − Veronica Ridgeway
- Megan Fox − Cassandra Ridgeway
- Mindy Cohn − Maggie, kucharka
- Marika Dominczyk − Anna, niania
- Antonio Sabato Jr. − Dwayne, trener
- Tori Spelling − Molly, wyprowadzaczka psów
- Esther Scott − Doris, starsza niania
- Jack Axelrod − dziadek Eddie
- Graham Murdoch − Douglas Ridgeway
- David Faustino − Adam Ridgeway

### Występy gościnne
- Jodi Lyn O’Keefe − Becky Wiggins
- Lisa Kennedy Montgomery − Bernice Hipple
- Roland Kickinger − Adolf